# Abadan
Abadan (persisch آبادان Ābādān /ɔːbɔːˈdɔːn/) ist eine am Arvandrud gelegene Stadt in der Provinz Chuzestan im äußersten Südwesten Irans. Die Stadt hat knapp 213.000 Einwohner. In Abadan befindet sich eine der größten Raffinerien der Erde. Sie ist das Zentrum der iranischen Erdölindustrie.

## Geographie
Abadan liegt ca. 50 km vom Persischen Golf entfernt auf einer 270 km² großen Insel gleichen Namens. Der Schatt el Arab im Westen bildet gleichzeitig die iran-irakische Grenze. Die Abadan-Insel ist etwa 68 Kilometer lang, 2 bis 19 Kilometer breit und wird im Osten vom Bahmanshir, einem Ausfluss des Karun begrenzt.
Die Stadt hat einen internationalen Flughafen und beherbergt ein 1939 gegründetes technologisches Institut.

## Klima
Die klimatischen Bedingungen in Abadan sind vergleichbar mit denen der Golfstaaten oder Bagdads. Im Sommer ist es in Abadan trocken-heiß, mit einer mittleren Temperatur von über 40 Grad am Tage. Die höchste Sommertemperatur erreichte Abadan am 14. Juni 2010 mit 51 Grad. Der alte Rekord wurde somit um 4 Grad übertroffen; im Juni 1967 waren in Abadan 47 Grad gemessen worden. Im Winter dagegen herrscht ein mildes, zuweilen nasses Frühlingswetter. Die Wintertemperaturen liegen bei ca. 16–20 Grad.
|                       | Jan  | Feb  | Mär  | Apr  | Mai  | Jun  | Jul  | Aug  | Sep  | Okt  | Nov  | Dez  |   |      |
| Mittl. Tagesmax. (°C) | 19,1 | 21,0 | 25,8 | 31,4 | 38,6 | 43,1 | 44,4 | 44,5 | 41,6 | 35,8 | 27,0 | 20,5 | ⌀ | 32,8 |
| Mittl. Tagesmin. (°C) | 7,1  | 8,7  | 12,1 | 17,1 | 22,6 | 26,3 | 27,8 | 27,1 | 23,0 | 18,3 | 13,1 | 7,8  | ⌀ | 17,6 |
|                       |      |      |      |      |      |      |      |      |      |      |      |      |   |      |
| Niederschlag (mm)     | 31   | 16   | 17   | 14   | 4    | 0    | 0    | 0    | 0    | 3    | 18   | 27   | Σ | 130  |
|                       |      |      |      |      |      |      |      |      |      |      |      |      |   |      |
| Sonnenstunden (h/d)   | 6,5  | 6,8  | 8,3  | 8,2  | 7,9  | 10,2 | 9,9  | 9,2  | 8,5  | 8,2  | 6,8  | 7,0  | ⌀ | 8,1  |
|                       |      |      |      |      |      |      |      |      |      |      |      |      |   |      |
| Luftfeuchtigkeit (%)  | 68   | 60   | 50   | 44   | 33   | 27   | 27   | 30   | 34   | 45   | 57   | 67   | ⌀ | 45,1 |

| 7,1 |

| 8,7 |

| 12,1 |

| 17,1 |

| 22,6 |

| 26,3 |

| 27,8 |

| 27,1 |

| 23,0 |

| 18,3 |

| 13,1 |

| 7,8 |

| 7,1 |

| 8,7 |

| 12,1 |

| 17,1 |

| 22,6 |

| 26,3 |

| 27,8 |

| 27,1 |

| 23,0 |

| 18,3 |

| 13,1 |

| 7,8 |

## Geschichte

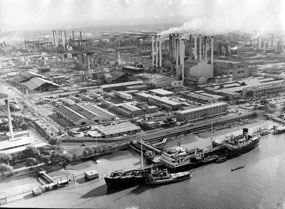
Abadan-Raffinerie, 1938

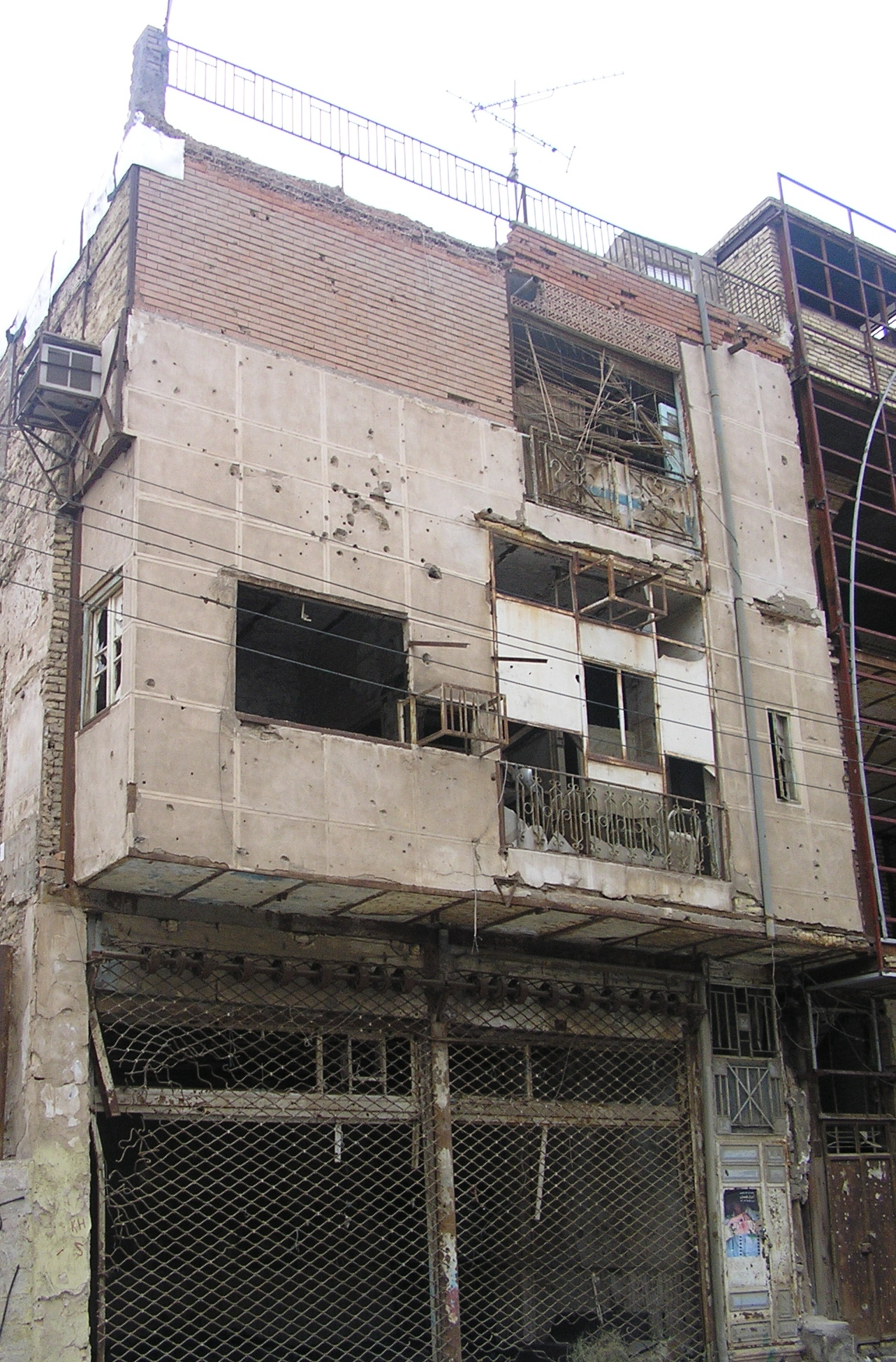
Ruinen von Abadan nach dem Ersten Golfkrieg

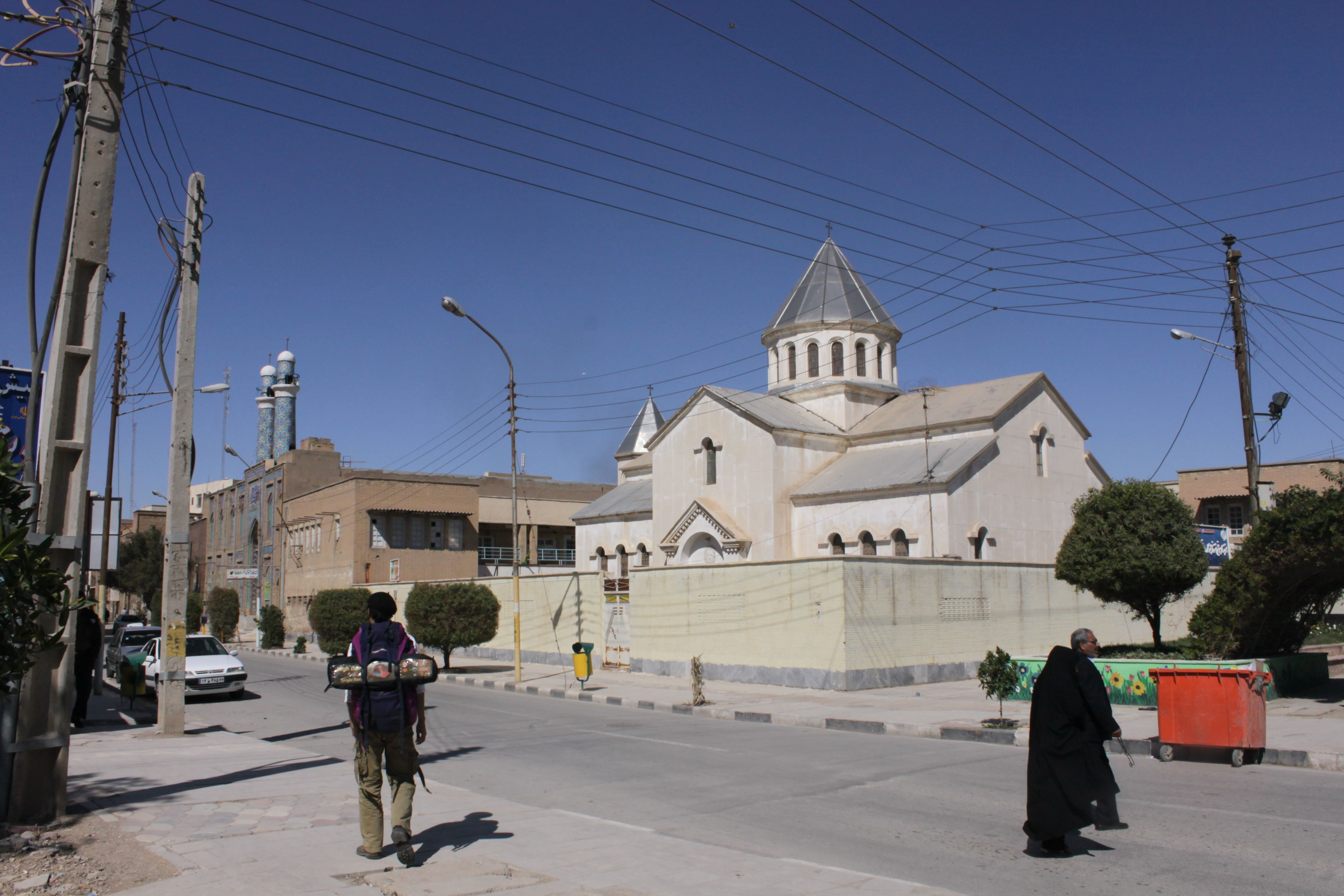
Imam-Mūsā-ibn-Dschaʿfar-Moschee und armenische Kirche Surp Karapet, 2012

Abadan wurde einer Legende nach von einem Mann namens Abbad b. Hosayn Kabeti gegründet, der während der Statthalterschaft von Haddschadsch (695–714) eine Garnison errichtet haben soll. Zum ersten Mal namentlich erwähnt wurde die Stadt ca. 864 vom Geographen Ibn Chordadhbeh. Während der Abbasiden-Zeit war Abadan eine wohlhabende Küstenstadt, die für ihr Salz und geflochtene Strohmatten bekannt war. Die Ausdehnung des Schatt-el-Arab-Deltas durch Schlammablagerungen sorgte dafür, dass sich die Küstenlinie allmählich von der Stadt entfernte. Der arabische Geograph Ibn Battuta beschrieb Abadan im 14. Jahrhundert nur noch als kleine Stadt mit weiten Salzflächen.
Die moderne Geschichte der Stadt Abadan ist eng mit der iranischen Ölindustrie verknüpft. 1847 trat das Osmanische Reich das Gebiet der Stadt an Iran ab. Am 26. Mai 1908 stieß eine Bohrung in Masdsched Soleyman in 360 Metern auf Öl. Im April 1909 gründeten die Konzessionäre die Anglo-Persian Oil Company (APOC), die das gefundene Öl fördern, verarbeiten und verkaufen sollte. Um das Öl verkaufen zu können, musste erst eine Pipeline, eine Raffinerie und eine Verladestationen für Tanker gebaut werden. Die APOC wählte hierfür die Stadt Abadan. Das Gebiet wurde von Scheich Khazʽal Ibn Jabir von Mohammerah verwaltet. 1909 wurde nach Verhandlungen zwischen der Persian Gulf Residency und Scheich Khazʽal eine Vereinbarung geschlossen, die eine Zahlung von £ 650 pro Jahr für zehn Jahre vorsah, zahlbar im Voraus. Zudem wurde dem Scheich ein Darlehen über £ 10.000 gewährt. Ferner wurde zugesagt, dass das Wachpersonal für die APOC-Anlagen aus den Stammesmitgliedern des Scheichs rekrutiert würde. Der erste Schritt zum Aufbau der iranischen Ölindustrie war gemacht.
Die erste Raffinerieanlage und Verladestation wurde 1913 fertiggestellt. Die Ölproduktion begann. Mit Ausbruch des Ersten Weltkrieges landeten britische Truppen in Abadan, um die Raffinerie zu sichern. Nach dem Krieg dann wurde die Raffinerie ständig ausgebaut und erweitert, bis sie 1938 die größte Raffinerie der Welt war.
Im Zweiten Weltkrieg war Abadan ein wichtiger Umschlaghafen für die Lieferungen der Alliierten an die Sowjetunion im Rahmen des Leih- und Pachtgesetzes.
Am 19. August 1978 verschuldete der Brandanschlag auf das Kino Cinema Rex 430 Tote. Hinter dem Attentat standen Geistliche, die dem Schahregime schaden wollten. Im Ersten Golfkrieg ab 1980 wurde die Stadt teilweise zerstört. Zu Beginn des Krieges bewaffneten sich hunderte Männer und Frauen in und um Abadan und leisteten Widerstand gegen die anrückenden irakischen Truppen, bevor die iranische Armee eingreifen konnte. Es folgte eine lange Belagerung, im Zuge derer große Teile Abadans zerstört wurden, unter anderem die Erdölraffinerie. Ein iranischer Gegenangriff im Jahr 1982 beendete die Belagerung.
Nach Ende des Ersten Golfkriegs 1988 wurde die Erdölindustrie in Abadan langsam wieder aufgebaut und 1993 der Hafen wiedereröffnet.
Am 23. Mai 2022 stürzte ein in Bau befindliches 10-stöckiges Wohngebäude ein und viele Teile davon auf die Straße. Mindestens 28 Menschen wurden getötet, 36 verletzt. Danach kam es mehrere Nächte zu Protesten, auch in anderen Städten. Polizei setzte dagegen Tränengas und Warnschüsse ein. Der Bürgermeister, seine 2 Vorgänger, insgesamt 13 Personen wurden verhaftet.

## Kultur und Bevölkerung der Stadt
Die Bevölkerung von Abadan besteht hauptsächlich aus iranischen Arabern (ca. 60 % der Einwohner). Größtenteils herrscht schiitischer Glaube vor. Die Umgangssprache leitet sich aus dem sogenannten Khuzestani Arabisch her, einer Mischung aus dem Irakisch-Arabischen Dialekt und dem südwestpersischen Bakhtiari-Dialekt. Die übrigen 40 % der Bevölkerung stellen Persisch sprechende Ethnien, wie Bachtiaren und Luren dar. Diese wurden mehrheitlich nach dem Ende des Iran-Irak-Krieges in Abadan angesiedelt.

### Einwohnerentwicklung
| Jahr | Einwohner |
| ---- | --------- |
| 1943 | 100.000   |
| 1956 | 226.083   |
| 1966 | 272.962   |
| 1976 | 294.068   |
| 1980 | 303.000   |
| 1986 | 0         |
| 1991 | 84.774    |
| 1996 | 206.073   |
| 2006 | 219.772   |
| 2011 | 212.744   |

Abadans Bevölkerungswachstum war immer eng mit der wirtschaftlichen Entwicklung verknüpft und mit am höchsten, wenn die Raffinerie ausgebaut wurde.
1943 gab es 25.000 Raffineriearbeiter bei einer Gesamtbevölkerung von 100.000. 1948 war mit 39.000 Arbeitern (etwa ein Drittel der Stadtbevölkerung) das Maximum erreicht. Durch Produktivitätssteigerungen ging das Personal 1956 bis auf 27.000 zurück; zu diesem Zeitpunkt hatte die Stadt nach der ersten offiziellen Volkszählung 226.000 Einwohner. Ende der 1950er stieg die Bevölkerung durch natürliches Wachstum und insbesondere durch Einwanderung weiter an. Abadan zog nach Teheran die meisten Zuwanderer an, die aus der ländlich geprägten West-Zagros-Region und Kurdistan zuströmten.
Bei der Volkszählung 1966 hatte Abadan 276.000 Einwohner bei nur noch 12.000 Raffineriearbeitern und war mittlerweile die fünftgrößte Stadt in Iran. 1980 erreichte die Bevölkerungszahl mit geschätzt 303.000 Einwohnern ihren Höhepunkt. Während des Ersten Golfskriegs wurde Abadan vollständig evakuiert, so dass bei der Volkszählung 1986 keine Einwohner mehr registriert wurden. Nach dem Krieg kehrten viele Flüchtlinge wieder in ihre Häuser zurück und die Bevölkerungszahl stieg 1991 langsam auf 84.774 an. Im Jahr 2011 lebten wieder 212.744 Menschen in der Stadt.

## Söhne und Töchter der Stadt
- Abie Nathan (1927–2008), israelischer Pilot und Friedensaktivist
- Mardik Martin (1934–2019), armenischstämmiger US-amerikanischer Drehbuchautor
- Huschang Golschiri (1937–2000), in Isfahan geborener und in Abadan aufgewachsener iranischer Schriftsteller
- Alireza Azizi (1949–2021), Fußballspieler
- Mehrdad Payandeh (* 1960), deutscher Gewerkschafter und promovierter Volkswirt
- Bahman Golbarnezhad (1968–2016), körperbehinderter Sportler
- Patrik Baboumian (* 1979), armenischer Kraftsportler und Bodybuilder
- Mohsen Bayatinia (* 1980), Fußballtrainer und ehemaliger Fußballspieler
- Hossein Vafaei Ayouri (* 1994), professioneller Snookerspieler
- Aghasi, Sänger